# Jesenské (Levice)
Jesenské (1945–1992 slowakisch „Jesenské Údolie“; ungarisch Setétkút) ist eine Gemeinde im Westen der Slowakei mit 44 Einwohnern (Stand 31. Dezember 2024), die zum Okres Levice, einem Teil des Nitriansky kraj, gehört.

## Geographie
Die Gemeinde befindet sich im Hügelland Hronská pahorkatina innerhalb des slowakischen Donautieflands, am Bach Bešiansky potok im Einzugsgebiet der Žitava über den Fluss Liska. Das Ortszentrum liegt auf einer Höhe von 177 m n.m. und ist 18 Kilometer von Levice entfernt.
Nachbargemeinden sind Iňa im Norden, Horný Pial im Osten, Beša im Süden, Lula im Westen und Tehla im Nordwesten.

## Geschichte
Jesenské wurde zum ersten Mal 1251 als Sytetkuth schriftlich erwähnt. 1573 wurde der Ort von den Türken verwüstet. 1828 zählte man 29 Häuser und 107 Einwohner. 1892 wurde der Ort in die Nachbargemeinde Beša (damals ungarisch Bese) eingegliedert.
Bis 1918 gehörte der im Komitat Bars liegende Ort zum Königreich Ungarn und kam danach zur Tschechoslowakei beziehungsweise heute Slowakei. Nach der Parzellierung des Großguts des Grafen Kelecsényi im Jahr 1923 ließen sich hier Kolonisten nieder und der wieder selbständige Ort erhielt 1927 den Namen Jesenské nach dem Dichter Janko Jesenský, der zu dieser Zeit das Amt des Gespans des Großgaus Nitra bekleidete. Bei der Volkszählung 1930 gab es 18 Häuser mit 114 Einwohnern. Auf Grund des Ersten Wiener Schiedsspruchs lag der Ort 1938–1945 noch einmal in Ungarn und war erneut in die Gemeinde Beša eingegliedert. Nach der Wiederherstellung der Tschechoslowakei war der Ort für kurze Zeit selbständig, danach aber bis 1992 Teil der Gemeinde Beša unter dem Namen Jesenské Údolie.

## Bevölkerung
| Jahr                | 1994 | 2004    | 2014 | 2024     |
| ------------------- | ---- | ------- | ---- | -------- |
| Anzahl der Personen | 49   | 51      | 51   | 44       |
| Unterschied         |      | +4,08 % | +0 % | −13,72 % |

| Jahr                | 2023 | 2024 |
| ------------------- | ---- | ---- |
| Anzahl der Personen | 44   | 44   |
| Unterschied         |      | +0 % |

Nach der Volkszählung 2011 wohnten in Jesenské 45 Einwohner, davon 41 Slowaken, zwei Tschechen und ein Magyare. Ein Einwohner machte keine Angabe zur Ethnie.
30 Einwohner bekannten sich zur römisch-katholischen Kirche, drei Einwohner zur Evangelischen Kirche A. B., ein Einwohner zur reformierten Kirche und drei Einwohner zu einer anderen Konfession. Sieben Einwohner waren konfessionslos und bei einem Einwohner wurde die Konfession nicht ermittelt.